# Modelul discului Poincaré

Disc Poincaré cu linii paralele hiperbolice

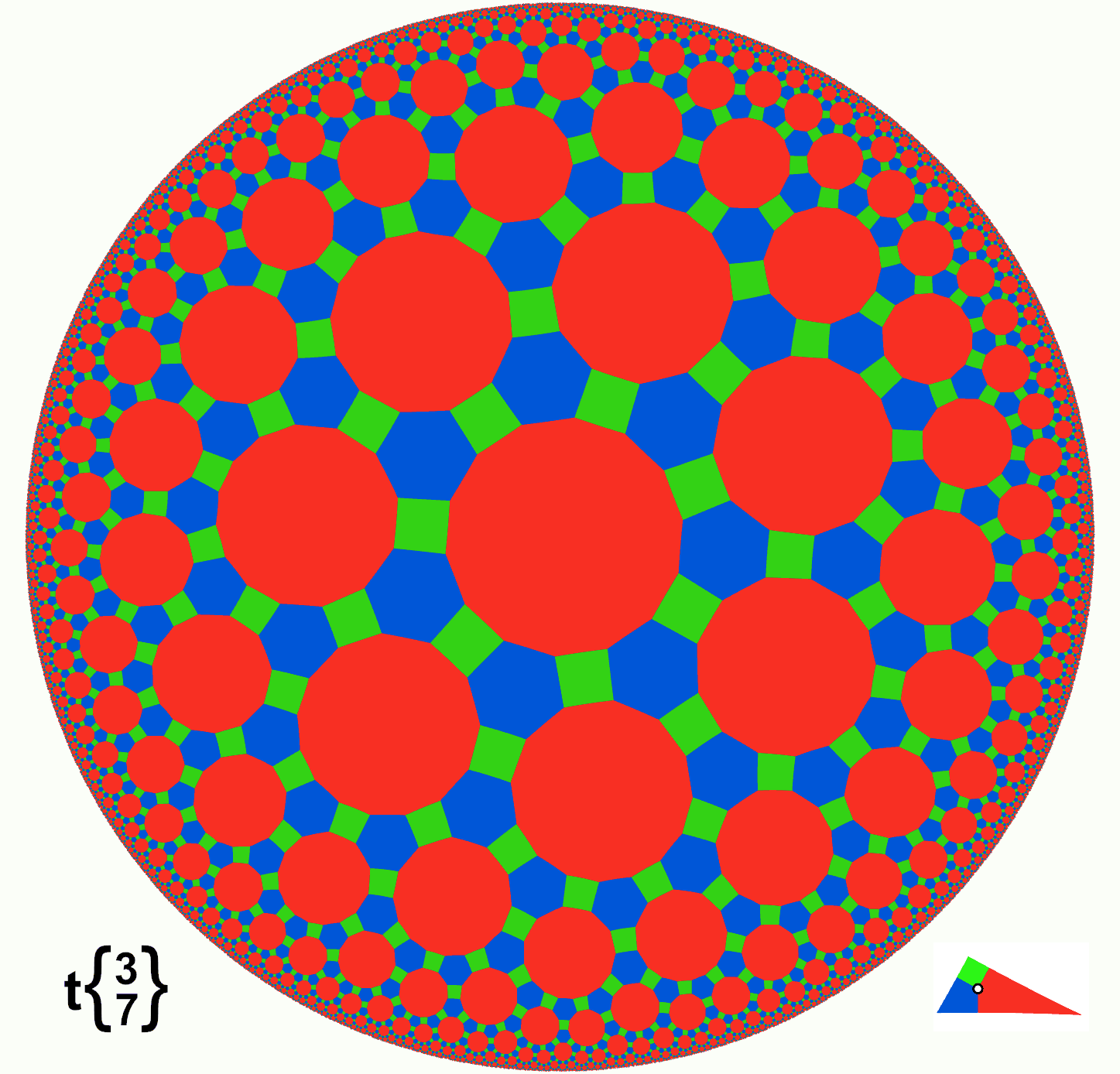
Modelul discului Poincaré al pavării triheptagonale trunchiate

În geometrie modelul discului Poincaré, numit și modelul discului conform, este un model de geometrie hiperbolică bidimensională în care punctele geometriei sunt în interiorul discului unitate, iar liniile drepte constau din toate arcele de cerc conținute în acel disc care sunt ortogonale pe frontiera discului, plus toate diametrele discului.
Grupul de izometrii care conservă orientarea al modelului discului este dat de grupul unitar special proiectiv PSU(1,1), câtul grupului unitar special SU(1,1) prin centrul {I, −I}.
Împreună cu modelul Klein⁠(d) și modelul semiplanului Poincaré⁠(d), a fost propus de Eugenio Beltrami care a folosit aceste modele pentru a arăta că geometria hiperbolică era la fel de necontradictorie ca și geometria euclidiană. Modelul este numit după Henri Poincaré deoarece redescoperirea sa a acestei reprezentări paisprezece ani mai târziu a devenit mai cunoscută decât opera originală a lui Beltrami.
Modelul bilei Poincaré este modelul similar pentru geometria hiperbolică 3 sau n-dimensională în care punctele geometriei sunt în bila unitate n-dimensională.

## Proprietăți

### Drepte

Disc Poincaré cu 3 drepte ultraparalele (hiperbolice)

Dreptele hiperbolice sunt toate arcele de cerc euclidiene din disc, care sunt ortogonale pe frontiera discului, plus toate diametrele discului.

#### Construcție cu rigla și compasul
Dreapta hiperbolică unică prin două puncte {\displaystyle P} și {\displaystyle Q} care nu se află pe un diametru al cercului frontieră poate fi construită astfel:
- fie {\displaystyle P'} inversul față de cercul frontieră al punctului {\displaystyle P}
- fie {\displaystyle Q'} inversul față de cercul frontieră al punctului {\displaystyle Q}
- fie {\displaystyle M} mijlocul segmentului {\displaystyle PP'}
- fie {\displaystyle N} mijlocul segmentului {\displaystyle QQ'}
- se trasează dreapta {\displaystyle m} prin {\displaystyle M} perpendiculară pe segmentul {\displaystyle PP'}
- se trasează dreapta {\displaystyle n} prin {\displaystyle N} perpendiculară pe segmentul {\displaystyle QQ'}
- fie {\displaystyle C} punctul de intersecție al dreptelor {\displaystyle m} și {\displaystyle n}
- se trasează cercul {\displaystyle c} cu centrul în {\displaystyle C} și care trece prin {\displaystyle P} (și {\displaystyle Q})
- arcul cercului {\displaystyle c} din interiorul discului este dreapta hiperbolică.

Dacă {\displaystyle P} și {\displaystyle Q} se află pe diametrul cercului frontieră, diametrul respectiv este o dreaptă hiperbolică.

### Distanță
În acest model distanțele sunt în metrica Cayley–Klein⁠(d). Fiind date două puncte distincte p și q în interiorul discului, dreapta hiperbolică unică care le conectează intersectează frontiera în două puncte ideale, a și b, etichetate astfel încât punctele să fie în ordinea a, p, q, b, cu |aq| > |ap| și |pb| > |qb|.
Distanța hiperbolică dintre p și q este {\displaystyle d(p,q)=\ln {\frac {\left|aq\right|\,\left|pb\right|}{\left|ap\right|\,\left|qb\right|}}.}
Barele verticale indică lungimea euclidiană a segmentului care leagă punctele în model (nu de-a lungul arcului de cerc), iar ln este logaritmul natural.
Altă modalitate de a calcula distanța hiperbolică dintre două puncte este
{\displaystyle \operatorname {arccosh} \left(1+{\frac {2|pq|^{2}|r|^{2}}{(|r|^{2}-|op|^{2})(|r|^{2}-|oq|^{2})}}\right)}
unde {\displaystyle |op|} și {\displaystyle |oq|} sunt distanțele de la  p, respectiv q la centrul discului, {\displaystyle |pq|} este distanța dintre  p și q, {\displaystyle |r|} este raza cercului frontieră a discului și {\displaystyle \operatorname {arccosh} } este inversa cosinusului hiperbolic.
Când discul folosit este discul unitate deschis și unul dintre puncte este originea, iar distanța euclidiană dintre puncte este r atunci distanța hiperbolică este:
{\displaystyle \ln \left({\frac {1+r}{1-r}}\right)=2\operatorname {arctanh} r}
unde {\displaystyle \operatorname {arctanh} } este inversa tangentei hiperbolice.
Când discul folosit este discul unitate deschis și punctul {\displaystyle x'=(r',\theta )} se află între origine și punctul {\displaystyle x=(r,\theta )} (adică punctele se află pe aceeași rază, au același unghi polar și {\displaystyle 1>r>r'>0}), distanța hiperbolică dintre ele este
{\displaystyle \ln \left({\frac {1+r}{1-r}}\cdot {\frac {1-r'}{1+r'}}\right)=2(\operatorname {arctanh} r-\operatorname {arctanh} r').}
Pentru {\displaystyle r'=0} relația se reduce la relația precedentă.

### Cercuri
Un cerc (mulțimea tuturor punctelor dintr-un plan care se află la o distanță dată de un punct dat, centrul său) este un cerc aflat complet în interiorul discului, și care nu atinge sau intersectează frontiera acestuia. Centrul hiperbolic al cercului din model nu corespunde, în general, centrului euclidian al cercului, dar se află pe aceeași rază a cercului frontieră.

### Hipercicluri
Un hiperciclu (mulțimea tuturor punctelor dintr-un plan care se află pe o parte și la o distanță dată de o dreaptă dată, axa acesteia) este un arc de cerc euclidian sau coarda cercului frontieră care intersectează cercul frontieră la un unghi diferit de un unghi drept. Axa sa este dreapta hiperbolică care are aceleași două puncte ideale. Hiperciclul este cunoscută și sub numele de curbă echidistantă.

### Oricicluri
Un oriciclu (o curbă ale cărei normale sau perpendiculare converg toate asimptotic în aceeași direcție), este un cerc în interiorul discului și care atinge cercul frontieră. Punctul în care atinge cercul frontieră nu face parte din oriciclu. Este un punct ideal și este centrul hiperbolic al oriciclului.

### Rezumat euclidian
Un cerc euclidian:
- când este complet în interiorul discului este un cerc hiperbolic;
- când este în interiorul discului și atinge (este tangent la) cercul frontieră este un oriciclu;
- când intersectează ortogonal cercul frontieră este o dreaptă hiperbolică;
- când intersectează neortogonal cercul frontieră este un hiperciclu.

O coardă euclidiană în cercul frontieră:
- dacă trece prin centrul cercului este o dreaptă hiperbolică;
- dacă nu trece prin centrul cercului este un hiperciclu.

## Metrică și curbură

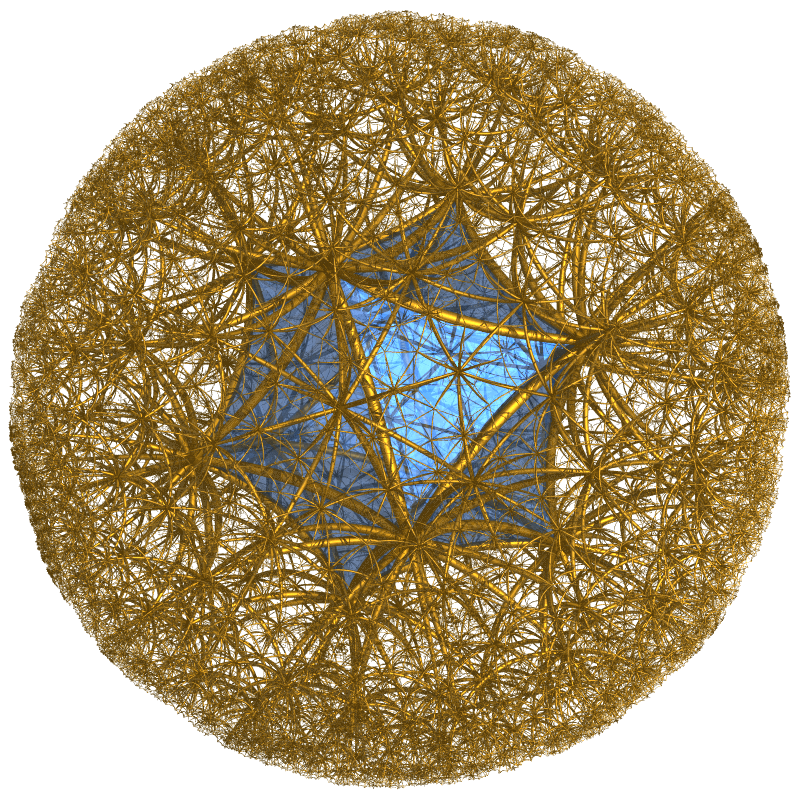
Fagure icosaedric regulat de ordinul 3, {3,5,3}, reprezentat pe modelul bilei Poincaré

Dacă u și v sunt doi vectori în spațiul vectorial real n-dimensional Rn cu norma euclidiană obișnuită, ambii având o normă mai mică decât 1, atunci putem defini un invariant izometric:
{\displaystyle \delta (u,v)=2{\frac {\lVert u-v\rVert ^{2}}{(1-\lVert u\rVert ^{2})(1-\lVert v\rVert ^{2})}}}
unde {\displaystyle \lVert \cdot \rVert } este norma euclidiană obișnuită. Atunci funcția de distanță este
{\displaystyle {\begin{aligned}d(u,v)&=\operatorname {arccosh} (1+\delta (u,v))\\&=2\operatorname {arcsinh} {\sqrt {\frac {\delta (u,v)}{2}}}\\\,&=2\ln {\frac {\lVert u-v\rVert +{\sqrt {\lVert u\rVert ^{2}\lVert v\rVert ^{2}-2u\cdot v+1}}}{\sqrt {(1-\lVert u\rVert ^{2})(1-\lVert v\rVert ^{2})}}}.\end{aligned}}}
O astfel de funcție de distanță este definită pentru oricare doi vectori cu norma mai mică decât 1 și transformă mulțimea acestor vectori într-un spațiu metric care este un model de spațiu hiperbolic de curbură constantă −1. Modelul are proprietatea conformă că unghiul dintre două curbe care se intersectează în spațiul hiperbolic este același cu unghiul din model.
Tensorul metric⁠(d) asociat modelului discului Poincaré este dat de
{\displaystyle ds^{2}=4{\frac {\sum _{i}dx_{i}^{2}}{\left(1-\sum _{i}x_{i}^{2}\right)^{2}}}={\frac {4\lVert d\mathbf {x} \rVert ^{2}}{{\bigl (}1-\lVert \mathbf {x} \rVert ^{2}{\bigr )}^{2}}}}
unde xi sunt coordonatele carteziene ale spațiului euclidian ambiental. Geodezicele modelului discului sunt cercuri perpendiculare pe sfera frontieră Sn−1.
Un cadru ortonormal în raport cu această metrică riemanniană este dat de
{\displaystyle e_{i}={\frac {1}{2}}\left(1-|\mathbf {x} |^{2}\right){\frac {\partial }{\partial x^{i}}},}
cu co-cadrul dual de 1-formă
{\displaystyle \theta ^{i}={\frac {2}{1-|\mathbf {x} |^{2}}}\,dx^{i}.}

### În bidimensional
În bidimensional, ținând cont de aceste cadre și de conexiunea Levi-Civita, formele de conexiune sunt date de matricea antisimetrică unică a 1-formelor {\displaystyle \omega } care nu are torsiune, adică care satisface ecuația matricială {\displaystyle 0=d\theta +\omega \wedge \theta }. Rezolvând această ecuație pentru {\displaystyle \omega } rezultă
{\displaystyle \omega ={\frac {2(y\,dx-x\,dy)}{1-|\mathbf {x} |^{2}}}{\begin{pmatrix}0&1\\-1&0\end{pmatrix}},}
unde matricea de curbură este
{\displaystyle \Omega =d\omega +\omega \wedge \omega =d\omega +0={\frac {-4\,dx\wedge dy}{\left(1-\left|\mathbf {x} \right|^{2}\right)^{2}}}{\begin{pmatrix}0&1\\-1&0\end{pmatrix}}.}
Prin urmare, curbura discului hiperbolic este
{\displaystyle K=\Omega _{2}^{1}(e_{1},e_{2})=-1.}